# Laski Odrzańskie
Laski Odrzańskie – przystanek osobowy w Laskach na linii kolejowej nr 358 Zbąszynek – Gubin, w województwie lubuskim w Polsce. Przystanek został zamknięty 7 października 2002 roku, a ponownie otwarty 12 czerwca 2022 roku w związku z przywróceniem połączeń pasażerskich do Gubina.

## Wymiana pasażerska
| Rok  | Wymiana pasażerska na dobę |
| ---- | -------------------------- |
| 2017 | –                          |
| 2022 | 0-9                        |